# Latenska kultura
U središnjoj Europi, željezno doba je podijeljeno u dvije faze u kojima dominiraju Kelti: rana željezna halštatska kultura (prema mjestu u Austriji, Hallsttatu, HaC i D, 800. – 450. pr. Kr.) i kasna željezna latenska kultura (prema mjestu u Švicarskoj, La Tène) koja traje od 450. pr,. Kr. do rimskih osvajanja. 

## Povijest
Latenska kultura (od 450. pr. Kr.) obilježava šire područje keltskog prodiranja i naseljavanja, uglavnom prema istoku i jugu (iako su provalili i u Britaniju i dobar dio osvojili), te pojava karakterističnog dekorativnog stila poznatog kao keltska umjetnost. Ona se razvila u srcu kasnijega keltskog svijeta uz Rajnu i gornju Marnu. Najistaknutiji primjerci keltske umjetnosti su brončane posude i zlatne ogrlice s livenim zavojitim ukrasima koji su nađeni u kneževskim grobovima u Rheinheimu, Basse-Yutzu i Durheimu.
Ekonomska snaga keltskog područja temeljila se na sve većoj serijskoj proizvodnji. veliki broj željeznih ingota pokazuje značenje Porajnja u primarnoj proizvodnji, dok laka bojna kola na dva kotača (koja su se često pokapala s ratnicima, npr. Kod Somm-Bionne u Francuskoj) dokazuje stupanj vještine keltskih obrtnika. Te prednosti odvele su Kelte i na istok, koji je i u halštatsko doba bio pod pretežitom vlašću Skita, i na jug da bi 390. pr. Kr. napali Rim, a stoljeće kasnije stigli do Delfa pa čak i do daleke Male Azije gdje su se neki i trajno naselili i postali "bezumni Galaćani" (iz poslanice Svetog Pavla apostola Galaćanima, 3,1).
Neki od keltskih gradina prerastaju tijekom posljednja dva stoljeća pr. Kr. u trgovišta i gradove. Taj rast omogućio je Rimljanima širenje osvajajući etapno jedno lokalno središte za drugim. Inkorporacijom u Rimsku državu Kelti su brzo izgubili svoje osobitosti osim u geografski odvojenoj Irskoj gdje je keltska umjetnost nadživjela rimsku masovnu proizvodnju. Ponovni procvat ta vrsta umjetnosti doživljava u srednjem vijeku u takvim remek-djelima kao što su Knjiga Kellsa i Evanđelistar iz Lindisfarnea.

## Unutarnje poveznice
- Hrvatski povijesni prostor u mlađem željeznom dobu

## Vanjske poveznice
- La Tène site  Arhivirana inačica izvorne stranice od 7. veljače 2009. (Wayback Machine): brief text, illustrations (in French)
- Images from World History: Iron Age Western Europe  Arhivirana inačica izvorne stranice od 8. listopada 2002. (Wayback Machine)